# Namps-au-Val
Namps-au-Val est une ancienne commune française de la Somme qui fusionna administrativement avec 3 autres : Namps-au-Mont, Taisnil et Rumaisnil pour constituer Namps-Maisnil le 28 décembre 1972.
Les 4 anciennes communes désormais réunies en une seule sont proches les unes des autres, mais ne présentent aucune continuité de leur habitat.

## Géographie
Namps-au-Val est situé dans une vallée sèche, entourée de bois, et comme beaucoup de localités picardes dépourvues de rivière ou de ruisseau, ne possède que des mares.
Le village est desservi par la gare de Namps - Quevauvillers, située entre Namps-au-Val et Namps-au-Mont.

## Toponymie
Le nom jeté des habitants était « ché capieux noirs » en raison d’une habitude qu’avaient les notables du village de porter un chapeau noir lors des grandes occasions.

## Histoire
Des vestiges de villa gallo-romaine ont été retrouvés sur la commune.
Les premiers textes qui font état de l’existence de Namps au Val remontent à 1145, d’après le dictionnaire historique de Picardie.
Un château aurait existé dans le bois de Frémontiers: il s'agit du château de Maupertuis. Pour s'y rendre, il fallait emprunter, soit le chemin des Jattes soit celui du Peuple.
Les trois frères Fouré créent en 1876 une usine de fabrication de chaises avec une machine à vapeur comme source d'énergie et emploient à l'époque une quinzaine de salariés. L'entreprise, devenue l’usine Fouré et Retourné, à son apogée dans les années 1950, employait une centaine de salariés, plus de nombreuses rempailleuses à domicile et produisait 600 chaises chaque jour. Ce n'est plus qu'une friche industrielle près de la fare, marquée par l'ancienne cheminée.
À la fin de la Première Guerre mondiale, en 1918, au cours des combats qui opposèrent les troupes alliées à l’occupant allemand, plusieurs centaines de soldats, essentiellement britanniques, moururent sur le territoire de Namps-au-Val.
Le 28 décembre 1972, Namps-au-Val fusionne dans le cadre des dispositions de la loi sur les fusions et regroupements de communes de 1971 (dite loi Marcellin)  avec Namps-au-Mont, Taisnil et Rumaisnil et prend le nom de Namps-Maisnil.

## Politique et administration

### Rattachements administratifs et électoraux
Avant la fusion de 1972, Namps-au-Val se trouvait dans l'arrondissement d'Amiens du département de la Somme.
Il faisait partie depuis 1793 du canton de Conty. 

### Liste des maires
| Période                                  | Période | Identité | Étiquette | Qualité |
| ---------------------------------------- | ------- | -------- | --------- | ------- |
| Les données manquantes sont à compléter. |         |          |           |         |
|                                          |         |          |           |         |

## Démographie
| 1793 | 1800 | 1806 | 1821 | 1831 | 1836 | 1841 | 1846 | 1851 |
| ---- | ---- | ---- | ---- | ---- | ---- | ---- | ---- | ---- |
| 376  | 395  | 509  | 502  | 506  | 460  | 457  | 430  | 454  |

| 1856 | 1861 | 1866 | 1872 | 1876 | 1881 | 1886 | 1891 | 1896 |
| ---- | ---- | ---- | ---- | ---- | ---- | ---- | ---- | ---- |
| 449  | 435  | 654  | 420  | 379  | 363  | 363  | 344  | 336  |

| 1901 | 1906 | 1911 | 1921 | 1926 | 1931 | 1936 | 1946 | 1954 |
| ---- | ---- | ---- | ---- | ---- | ---- | ---- | ---- | ---- |
| 356  | 354  | 320  | 293  | 276  | 276  | 295  | 293  | 290  |

| 1962 | 1968 | - | - | - | - | - | - | - |
| ---- | ---- | - | - | - | - | - | - | - |
| 311  | 306  | - | - | - | - | - | - | - |

### Enseignement

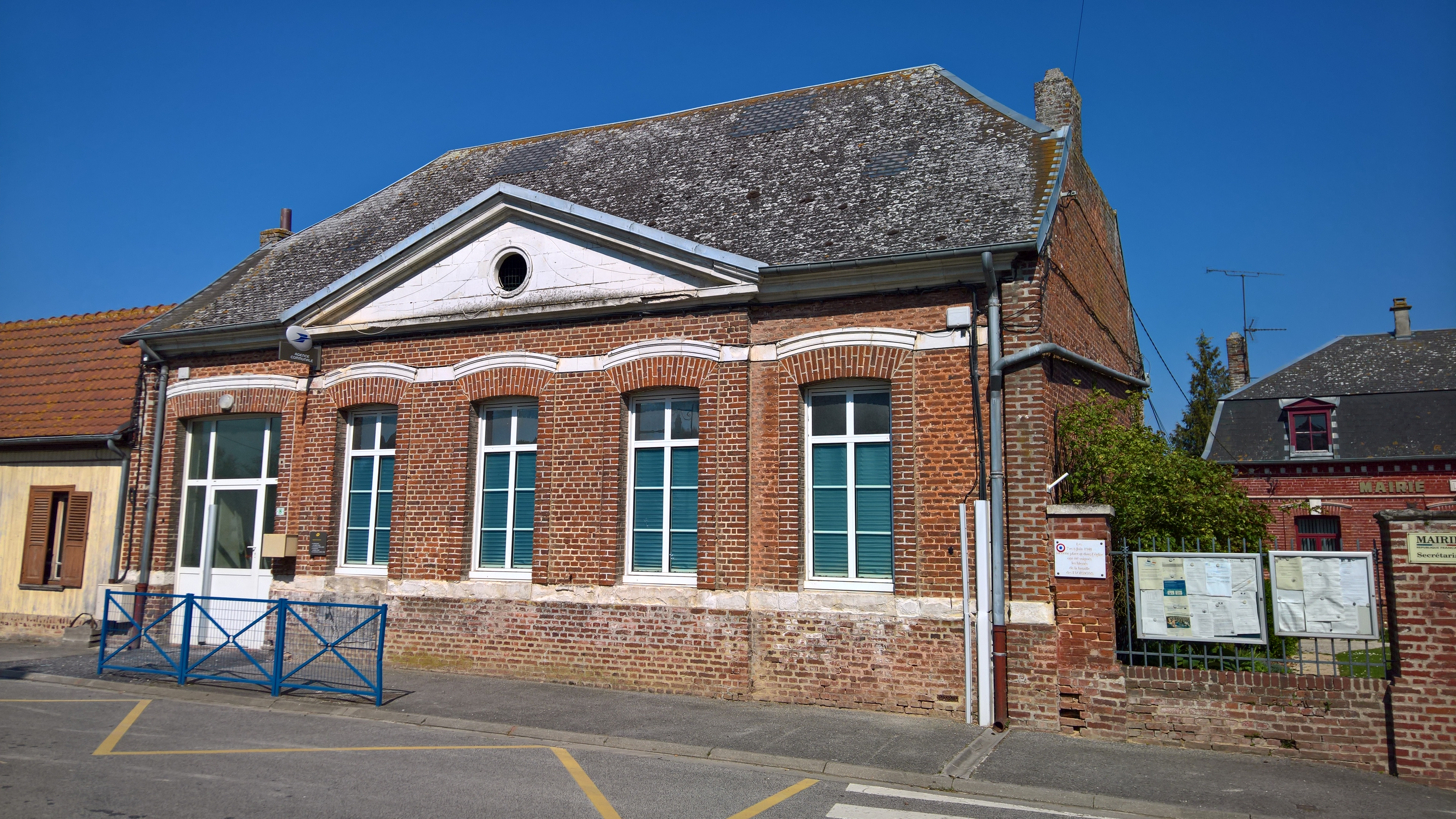
L'ancienne école, à côté de la mairie déléguée et face à l'église.

L'école historique de Namps-au-Val est désaffectée, mais l'ensemble des enfants de Namps-Maisnil sont scolarisés dans une nouvelle école située face au cimetière militaire britannique, ouverte en mars 2018, et qui compte alors quatre classes. Il dépend de la communauté de communes Somme Sud-Ouest.

## Culture locale et patrimoine

### Lieux et monuments

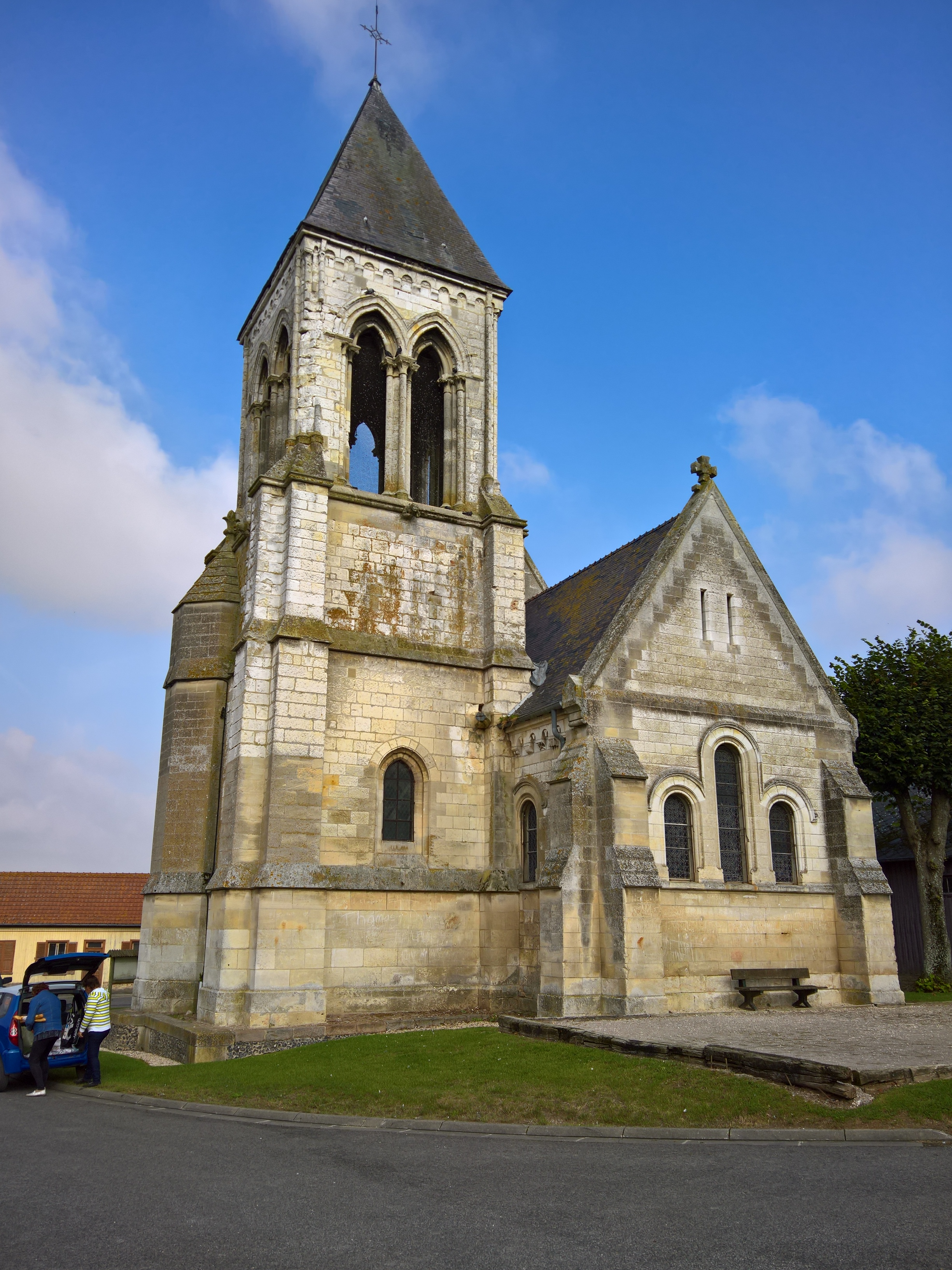
Chevet de l'église Saint-Martin.

- Sépultures barbares situées au lieu-dit la Maladrerie. Treize fosses ont été découvertes et fouillées en 1956. Outre des squelettes et des poteries, des objets métalliques ont été découverts. Ils sont conservés au Musée de Picardie à Amiens.

- Église Saint-Martin de Namps-au-Val[6],[7],[8],[9], du XIIe siècle (restaurée au XIXe siècle et classée monument historique dès 1846)[10]. Clocher carré, nef unique couverte en charpente. Chœur voûté d'ogives.

L'église
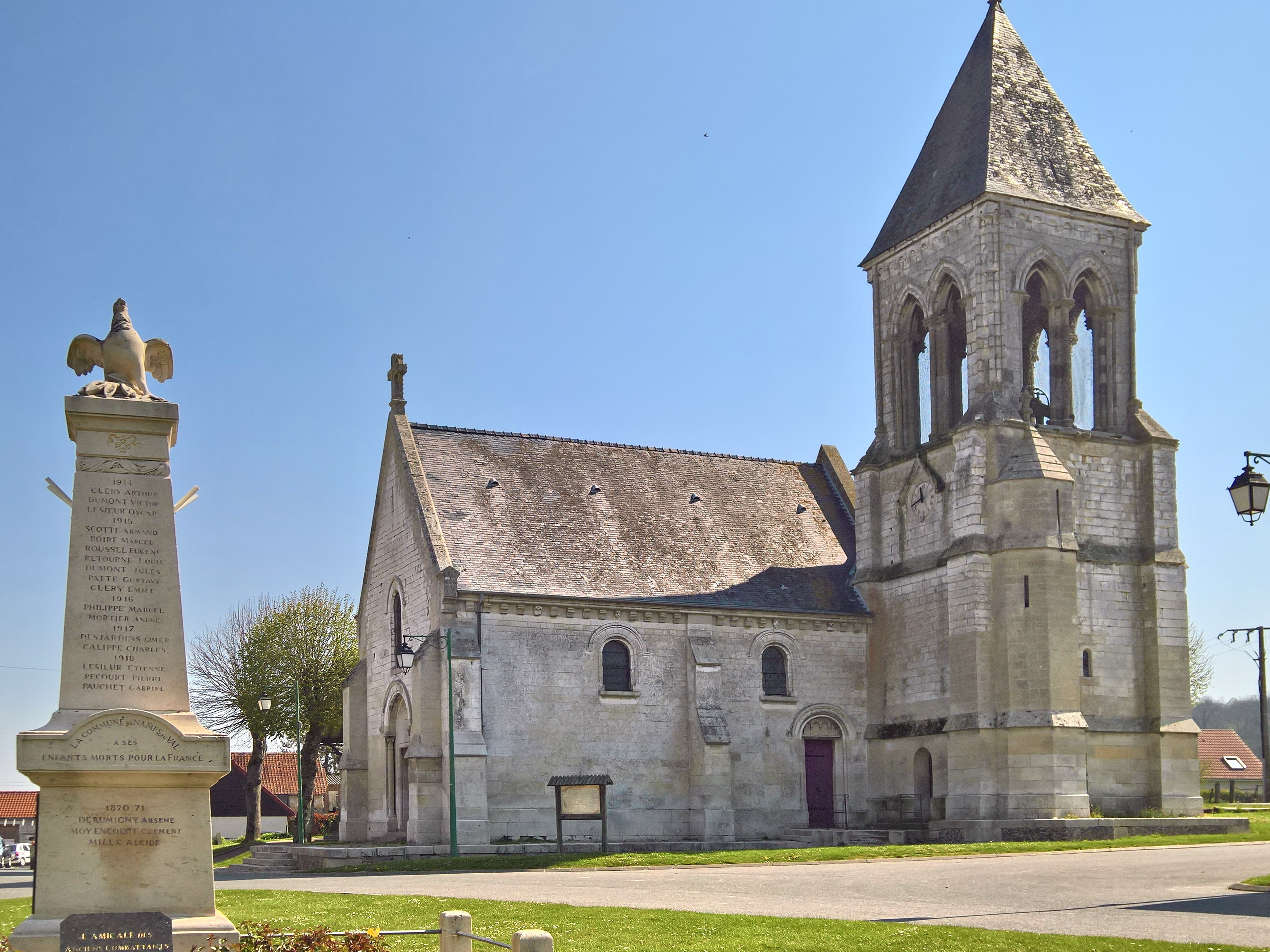
L'église et le monument aux morts
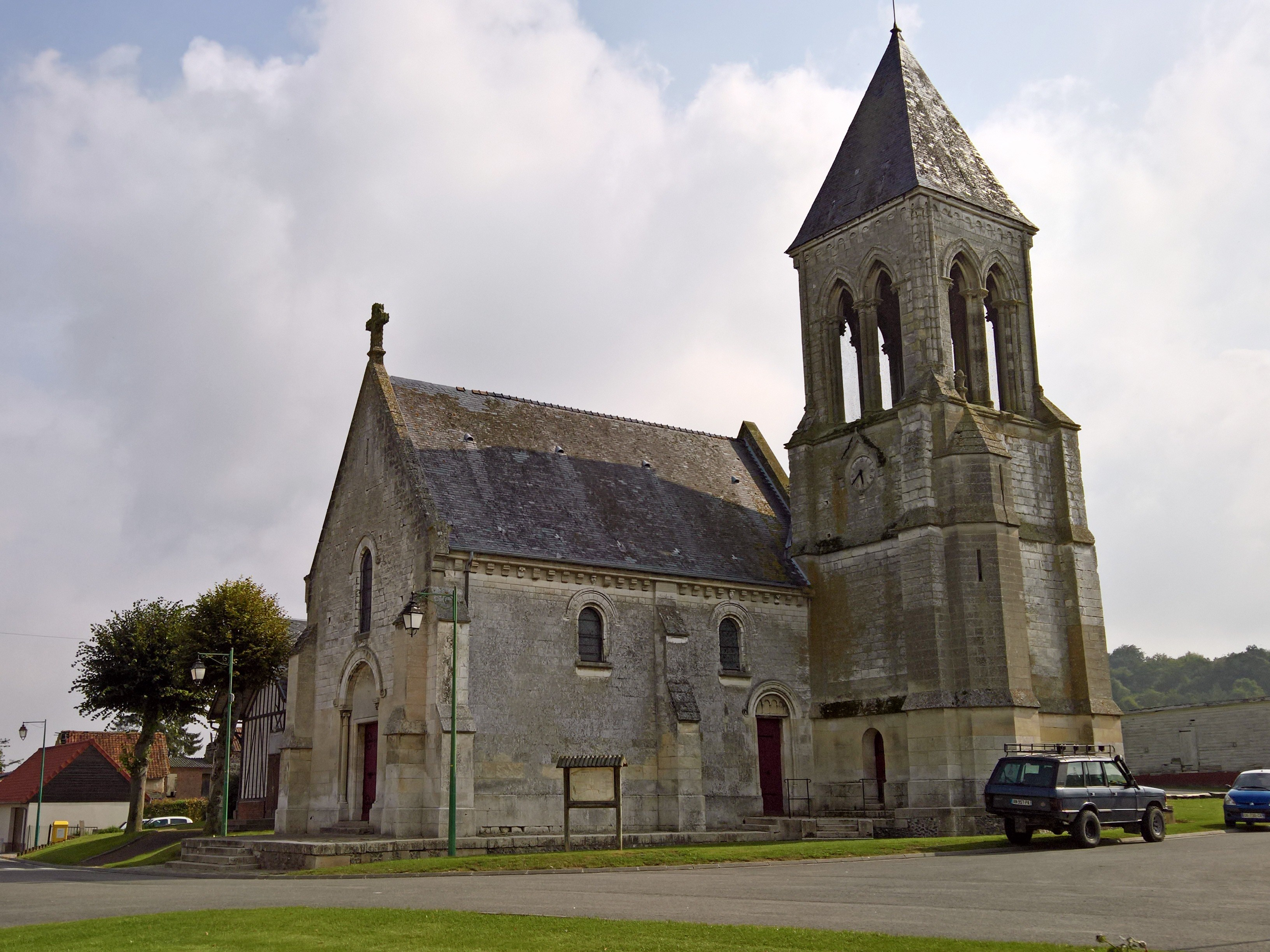
Vue générale
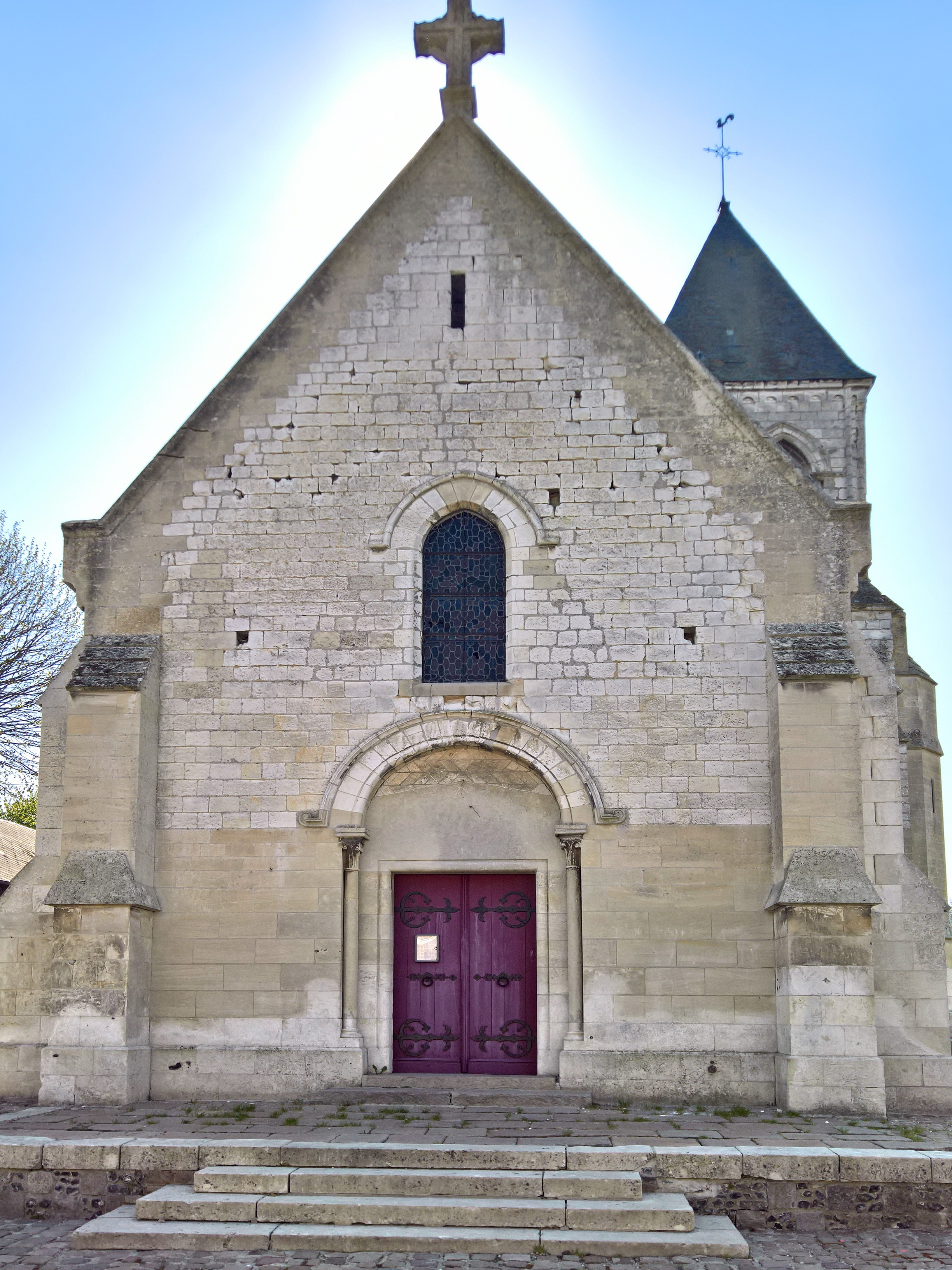
Façade
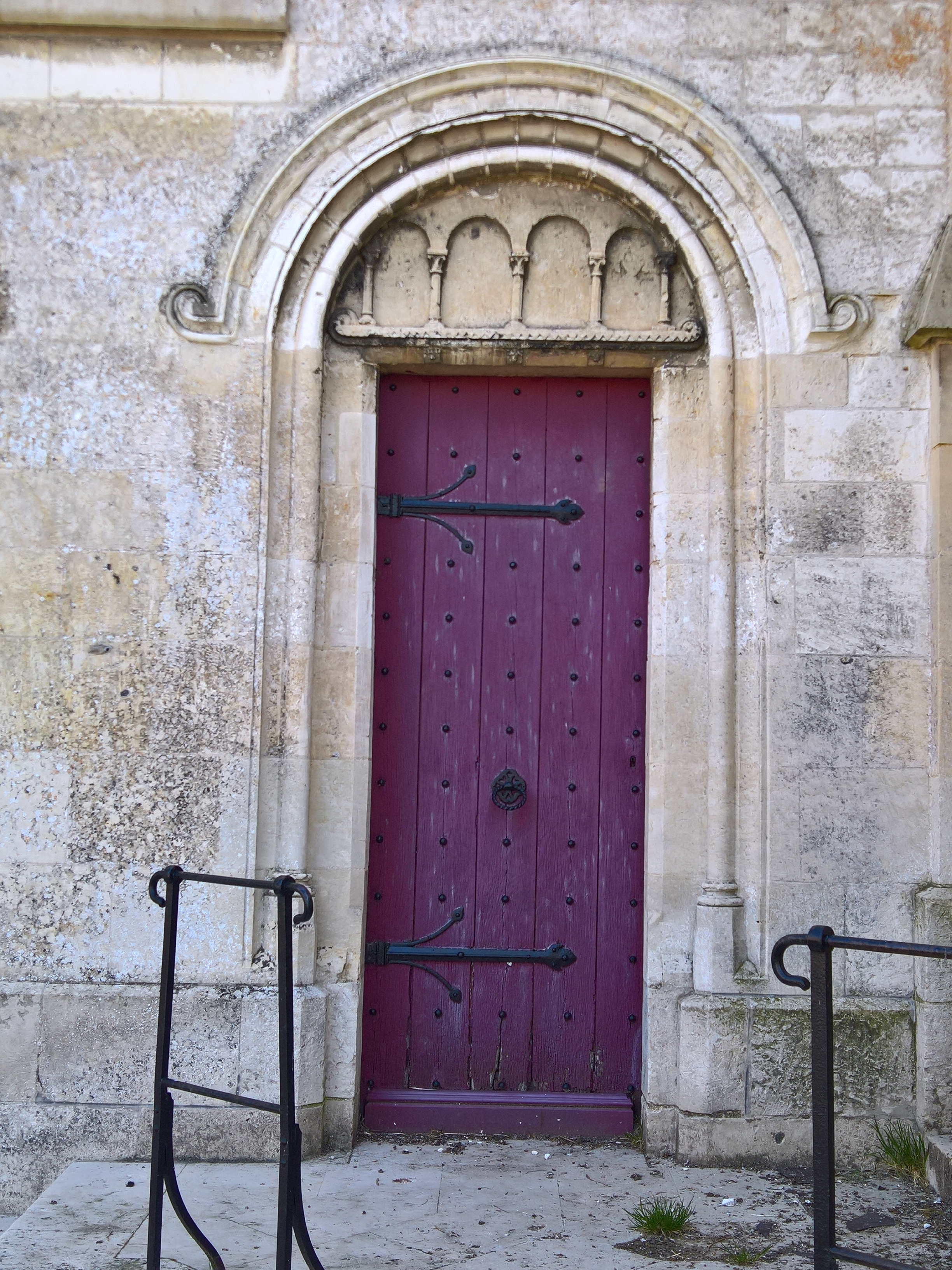
Porte latérale...
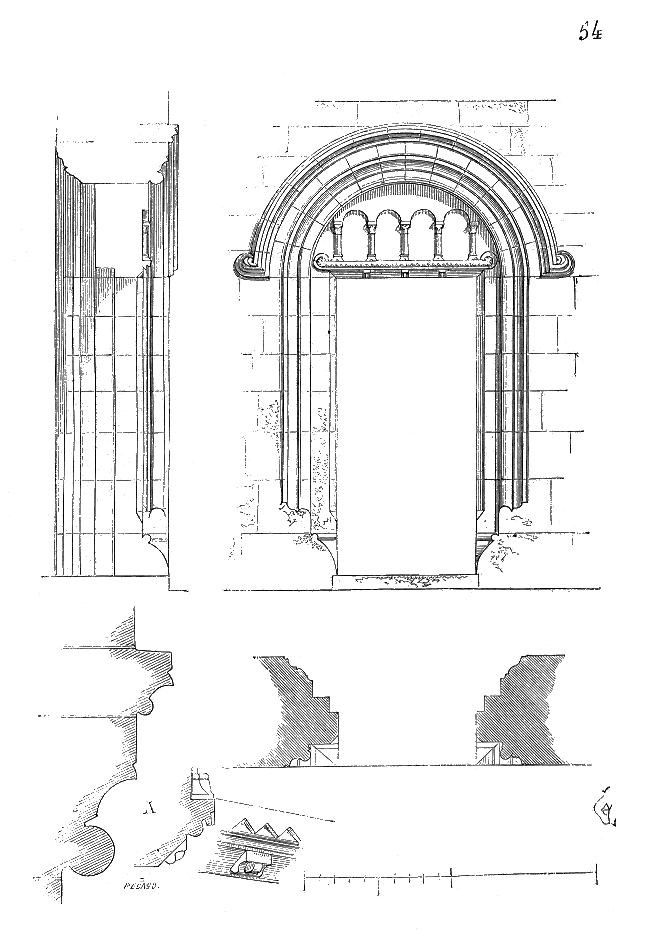
... et son levé, par  Eugène Viollet-le-Duc
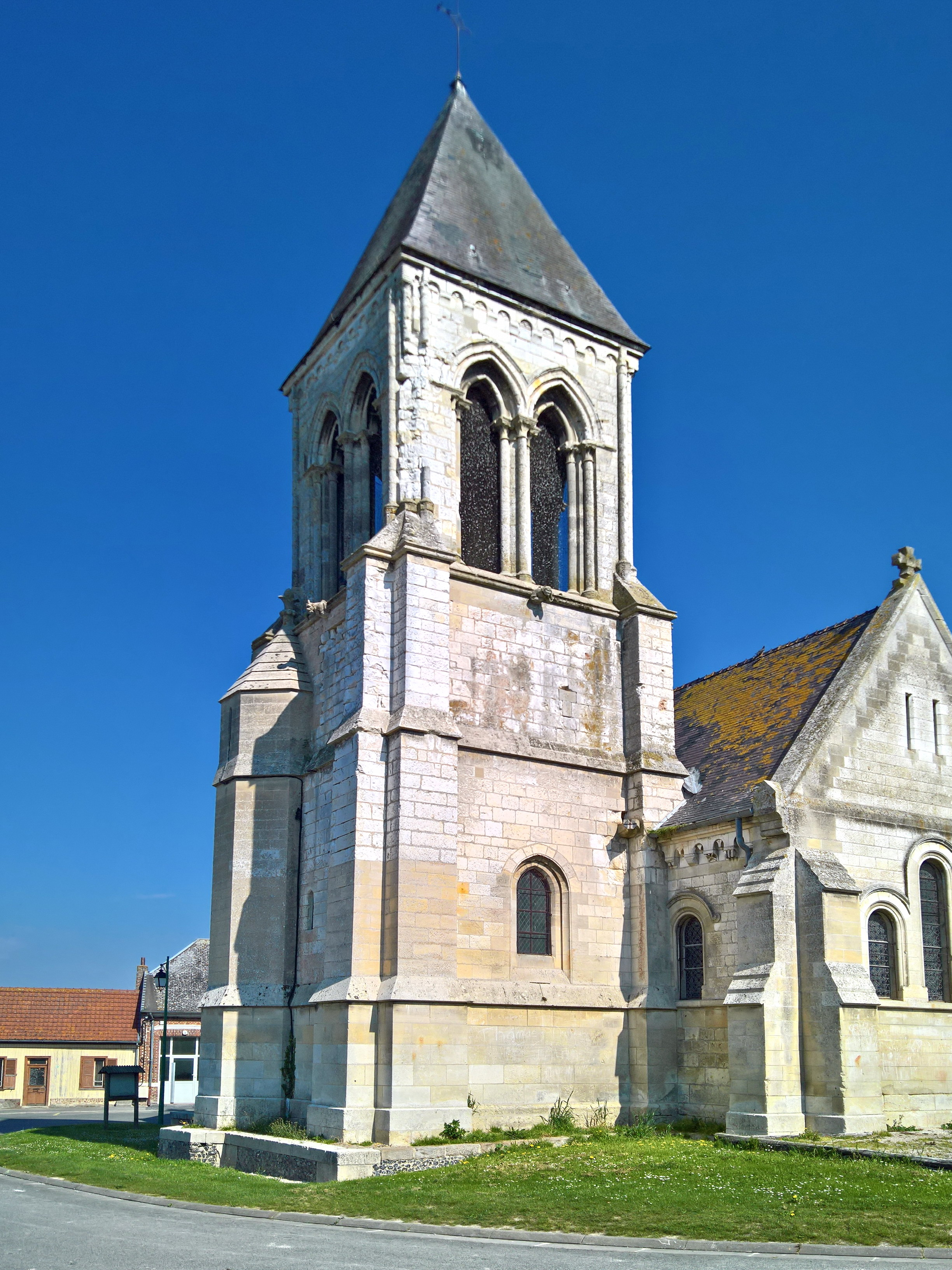
Le clocher

- Ancienne usine de meubles Retourné-Mille[11]. Namps-au-Val fut pendant près d'un siècle le site d'une fabrique de chaises en bois. Les trois frères Fouré acquirent en 1876 une machine à vapeur permettant de créer la fabrique. Cette entreprise fut connue sous le nom de Retourné-Mille en 1897, puis Retourné et Cie en 1912. Cette entreprise fabriqua jusqu'à 600 pièces par jour. Après la Seconde Guerre mondiale, un nouveau bâtiment fut édifié pour la construction de chaises en tubes. À la suite d'un incendie au milieu des années 1970, l'usine ne connaîtra plus le même essor et fermera ses portes dans les années 1980.

- Chapelle Notre-Dame du Bon Secours. Reconstruite en 1892 en bas de la route de Conty, là où une charrette s'est emballée, son meneur qui eut la vie sauve la fit édifier à la fin du XIXe siècle. Elle porte la mention : « MDCCCXCII, fundavit pietas, reaedivit caritas, Notre-Dame du Bon Secours, protégez-nous »[12],[1].

- Cimetière militaire de Namps-au-Val, où se trouvent 424 soldats, pour la plupart tués en mars-avril 1918 durant la Première Guerre mondiale. 326 soldats britanniques, 24 canadiens, 57 australiens, 1 sud-africain, 16 français[13] y reposent ainsi qu'un militaire français de la Seconde Guerre mondiale.

- Monument aux morts[14]

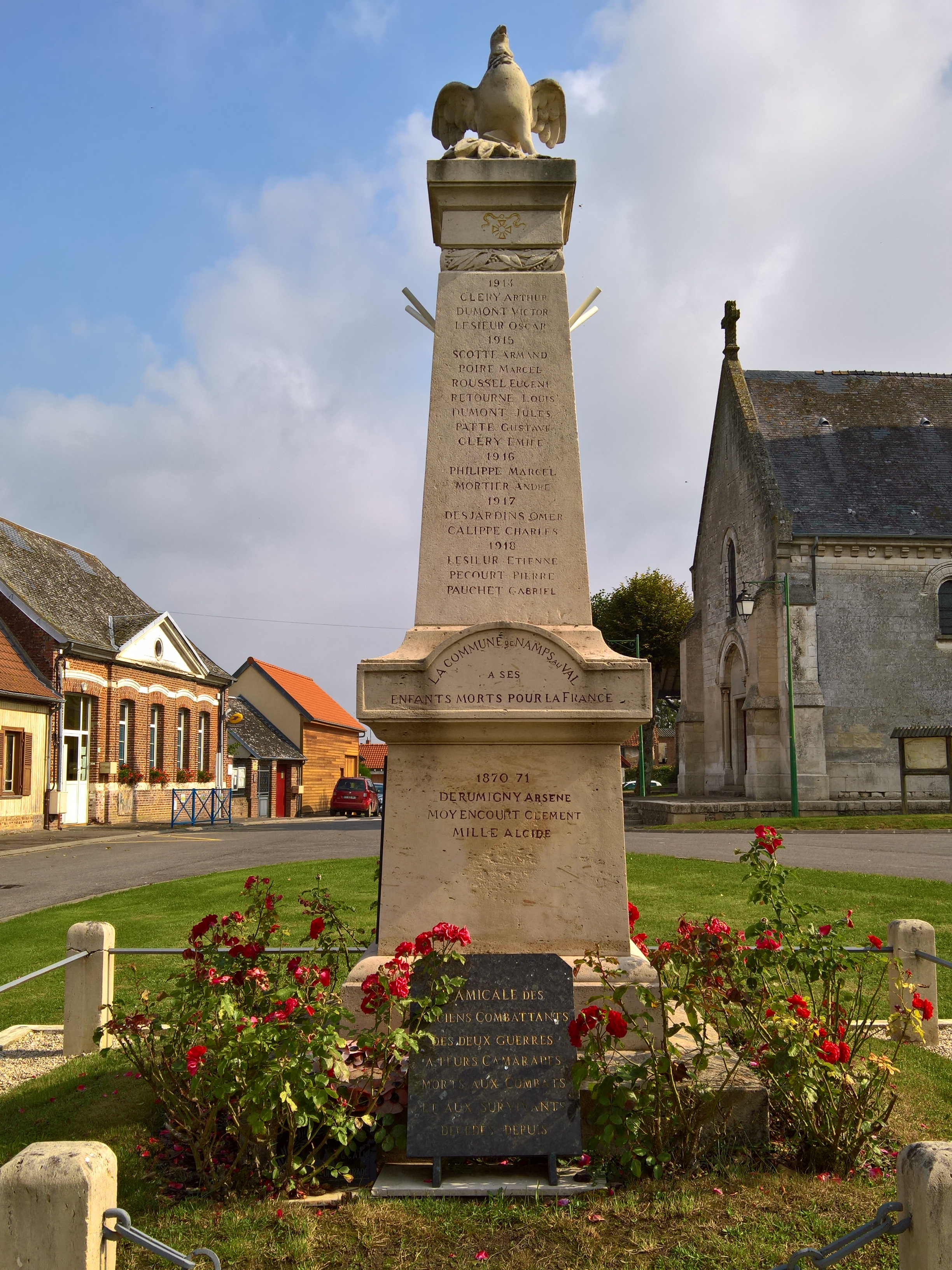
Monument aux morts.
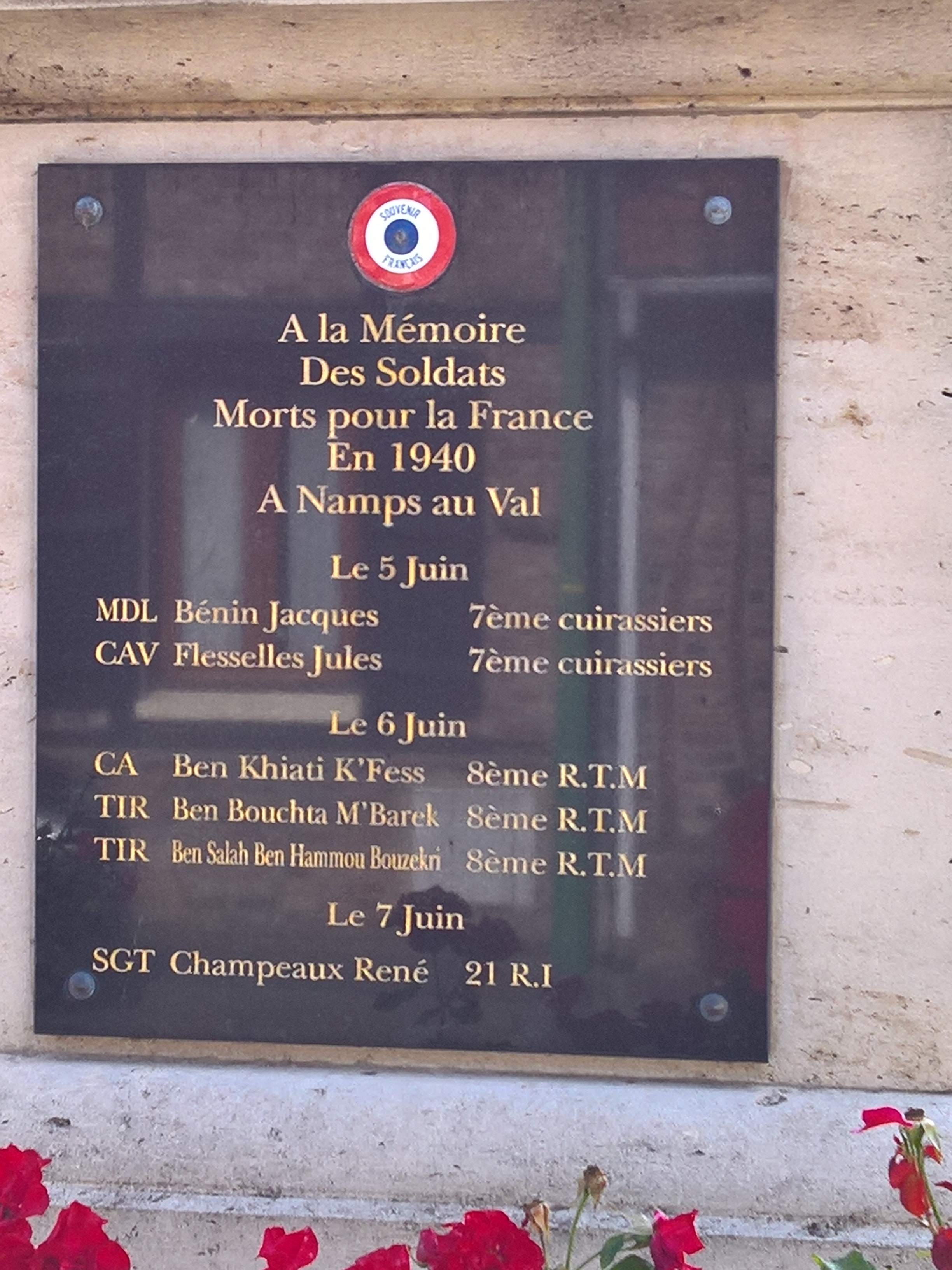
Plaque en hommage aux soldats morts à Namps-au-Val pendant la Bataille de France (1940).
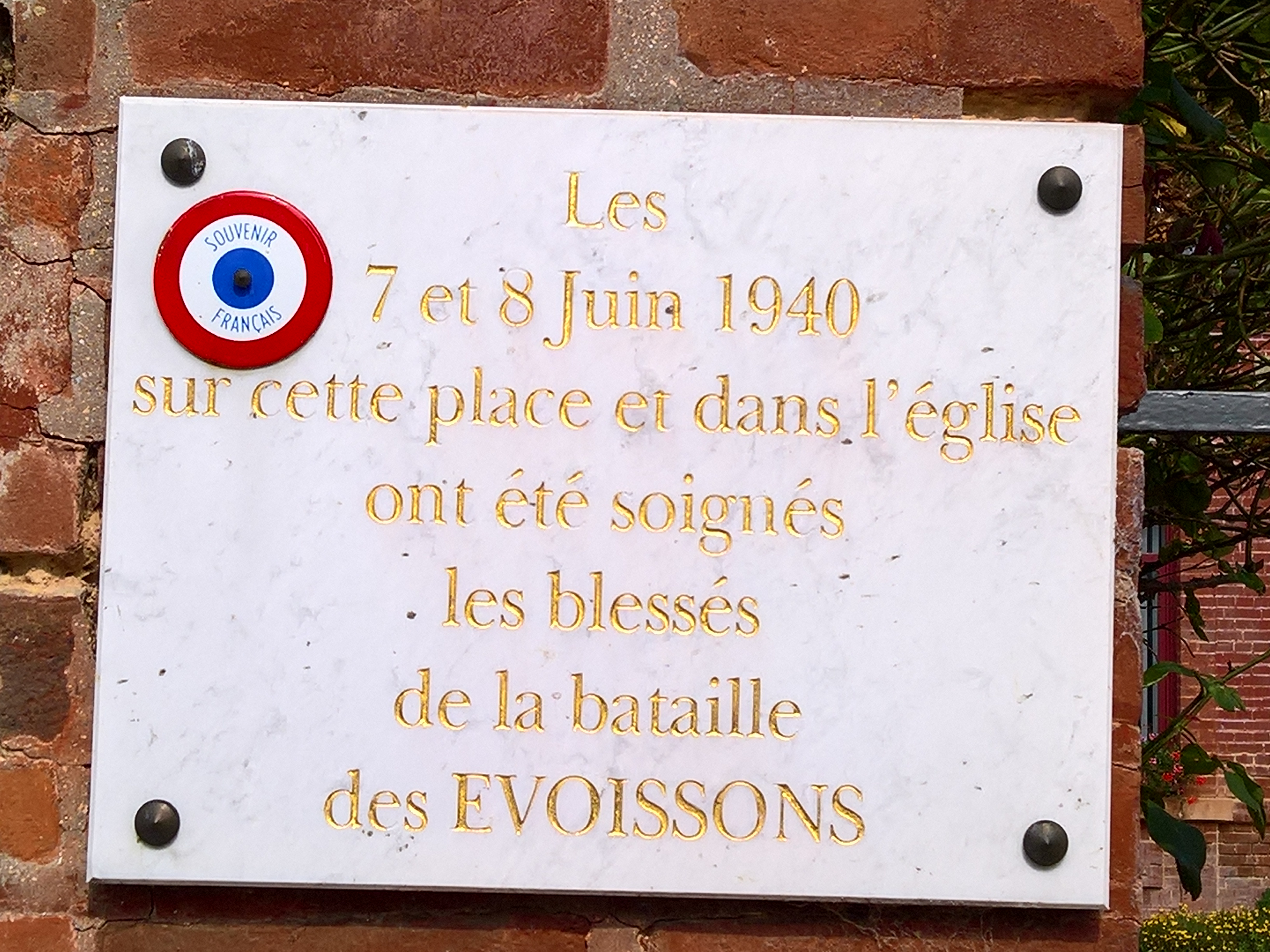
Plaque commémorative des secours donnés aux blessés de la bataille des Evoissons (7 et 8 juin 1940).
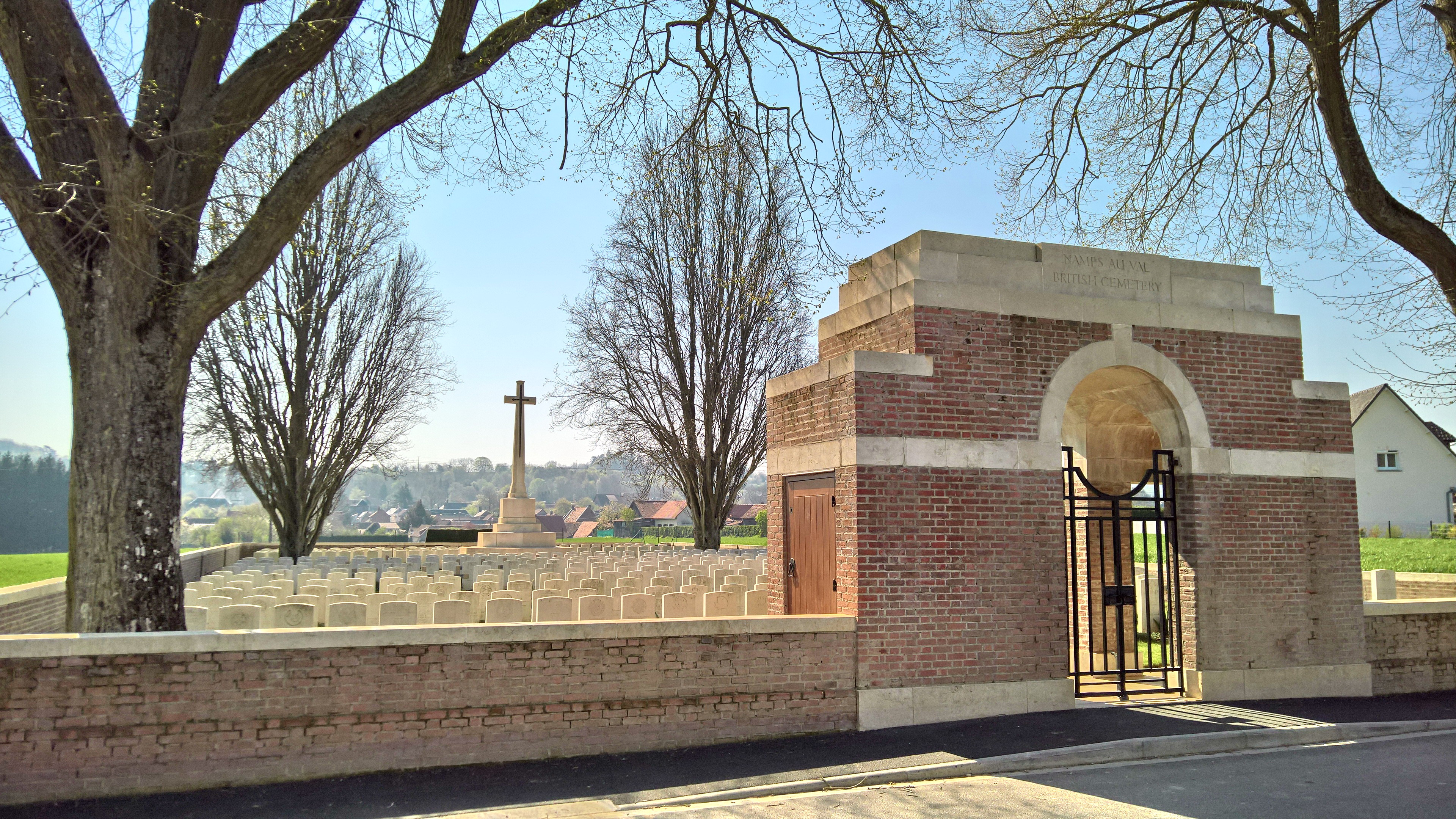
Cimetière militaire britannique.
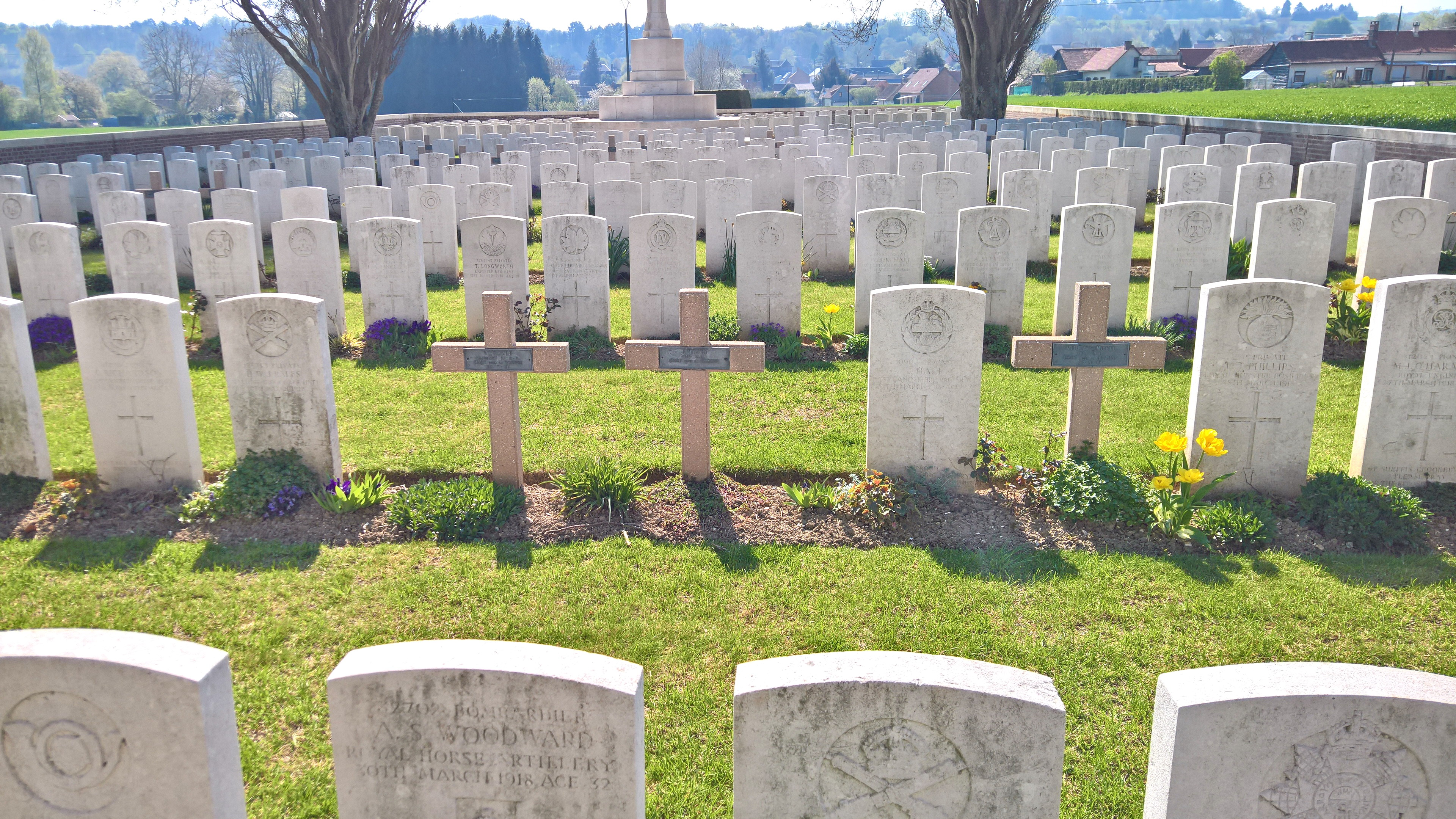
Tombes de soldats du Commonwelth, ainsi que de quelques soldats français tombés lors de la Première Guerre mondiale.

### Personnalités liées à la commune
- Gordon Muriel Flowerdew, lieutenant de l'armée canadienne (Lord Strathcona’s Horse (Royal Canadians), R.C.A.C), tombé à 32 ans à Namps-au-Val le 31 mars 1918[1].

### Sources
Archives départementales de la Somme :
- B 40 : Lettres d'émancipation accordées à Louis-Ferdinand-Joseph de Croÿ, duc d'Havré, pour ses seigneuries de Croÿ, de Wailly, de Lœuilly, de Saint-Sauflieu, du Bosquel, de Tilloy, de Velennes et de Namps-au-Val (1739).
- B 45 : Lettres de terrier accordées à Anne-Auguste-Maximilien de Croÿ, duc d'Havré, pour le duché de Croÿ, le marquisat de Conty, la châtellenie de Lœuilly, les seigneuries de Wailly, de Tilloy, du Bosquel, de Saint-Sauflieu, de Velennes et de Namps-au-Val.
- B 61 : Donation par Marie de Hames, veuve de Loys de Hallewin, seigneur d'Ëscleberq, de Wailly, de Namps-au-val, etc., à Antoine de Hallewin, son fils, des seigneuries de Hames et de Sangatte, etc.
- B 110 : Donation faite par Louis Caron, l'un des fermiers de la ferme de La Vacqueresse (commune de Quevauvillers) à Charles et à Nicolas Caron, ses deux fils, de plusieurs pièces de terre sises à Namps-au-val et à Quevauvillers (1933).
- B 219 : Saisines données, par main souveraine aux enfants et héritiers de Marie-Madeleine Dehen, veuve de Jean Sainneville, receveur de la seigneurie de Namps-au-Val, et à Jean-Baptiste-Théodore Duneufgermain, de 23 journaux 95 verges et demi de terre sis à Quevauvillers, et donnés a titre de cens seigneurial perpétuel, par Charles-Gabriel, comte de Gomer, seigneur de Quevauvillers.
- B 230 : Coutume locale de Namps.
- C 43 : Attestation de visite du médecin à Namps-au-Val (30 mars 1784).
- C 1200 : Éclaircissement sur les bois demandés par le gouvernement. Paroisse de Namps-au-Val (1783).
- C 1673 : État des sages-femmes (1786).
- C 1698, fol. 164 v° : Sentence Pasquier Chivet, opposant, contre les assesseurs de Namps-au-Val (30 mars 1575).
- C 1705, fol 36: Extrait des arrêts du conseil d'État rendu « sur la requeste présentée au Roy, en son conseil, par les manans et habitans des parroisses de Démuin, Aubercourt, Dompmart-sur-la-Luce, Breteuil, Courcelles-soubz-Moiencourt, Falloise, Boves, Aylles, (Bovelles ?) Villers-Brethonneux, la Cardonnette, Namps-au-Val, Flixecourt, Ville-lez-St-Ouin, Rivery, Lataulle, Arbonnière, eslections de Doullens, Mondidier et Amiens. à ce qu'attendu la misère nottoire en laquelle les habitans desdits lieux, sont réduicts à l'occasion des logemens continuels des gens de guerre, courses, pillages et ravagesque les Croates et autres ennemis de l'Estat auroient faicts en la province de Picardie, et notamment èsdicts villages, iceux bruslez, sans exception mesmes des églises, ny sauver l'honneur des femmes et filles, tué plusieurs paysans, pris les plus aysez prisonniers, les inhumainement conduicts et taxez à de grandes et excessives rançons, et par ce moien, les contraincts d'habandonner leur labeur, sans rien pouvoir despouiller ny sauver que leurs pauvres petits enffans, et se reffugier en diverses lieux, où ils sont réduicts en très grandes nécessitez, à cause de laquelle et de la maladie contagieuse dont ils ont esté et sont encores à présent affligez seroient déceddez les deux thiers des habitans desdits villages », qui renvoie ladite requête aux présidents-trésoriers généraux de France en la généralité d'Amiens, pour y pourvoir ce que de raison. Paris, 16 mai 1637.
- C 1840 : Rôles de répartition des tailles et accessoires (1780-1789). Des impositions (1790), exempt : le curé. Nombre de feux en 1783 : 84 ; en 1790 : 92. Rôle de supplément des privilégiés (1789): Duc d'Havré ; M. de Bonnaire, seigneur de Namps-au-Mont, etc.
- C 2133, p. 252 : Namps-au-Val ; incendie (1788).
- C 2136 : Au sujet d'un incendie survenu à Namps-au-Val, au mois de juin précédent.
- C 2139, 2141 : Impositions.
- C 2153 : Procès-verbal d'un incendie arrivé à Namps-au-Val (30 juin 1788). Noms des incendiés de la paroisse de Namps-au-Val et la perte que chacun d'eux peut avoir fait et la quantité de leur taille, accessoire et capitation que chaque incendié et imposé (2 juin 1789).

Bibliothèque municipale d'Amiens :
- Ms 2170, pièce 14 : Reçu concernant l'administration communale de Namps-au-Val (10 pluviôse an II).
- Ms 2256bis : Au début d'un sacerdotal à l'usage du diocèse d'Amiens, imprimé à Reims en 1586, on trouve quatre feuillets de notes manuscrites concernant la paroisse de Namps-au-Val.